# Antsirabe (Vakinankaratra)
Antsirabe ("plaats met veel zout") is een stad in Madagaskar en het bestuurlijk centrum van de regio Vakinankaratra. De stad ligt in het midden van het land, in het Ankaratragebergte op de hellingen van de Tsiafajavona op 1540 meter hoogte. Antsirabe heeft een geschatte bevolking van 176.933 personen (2005) en is daarmee de derde stad van het land na de hoofdstad Antananarivo en de havenstad Toamasina. Vanwege haar hoge ligging wordt de stad ook wel de 'koudste stad van Madagaskar' genoemd.
Na Fianarantsoa is de stad het belangrijkste centrum van het gebied van de Betsileo.

## Geschiedenis
Antsirabe was tot begin jaren 70 van de 19e eeuw een klein boerendorp waar zout werd verkocht. In 1872 kwam een Noorse missionaris genaamd Rosaas naar de plaats en liet er een thermisch bad bouwen bij de warmwaterbronnen nabij de stad. Vanaf dat moment kwam de huidige stadsnaam in gebruik. Belangrijke redenen voor de komst naar de stad voor de Noren waren, naast de aanwezigheid van de warmwaterbronnen, de bouw van een kerk (d’Ambohimpiantranakerk) voor het verspreiden van het christendom en het openen van instellingen voor de verzorging van leprapatiënten.
Hierop groeide Antsirabe onder het bewind van gouverneur-generaal Hubert Garbit uit tot een bekend koloniaal kuuroord in de tweede helft van de 19e eeuw. De plaats werd vanaf toen bekend onder de bijnaam "Vichy Malgache" (Malagasisch Vichy) onder Europese vakantiegangers, die er massaal naartoe gingen. De stad kreeg een koloniaal karakter, waarbij de Europeanen in het noorden van de stad gingen wonen en de lokale Malagassische bevolkingsgroepen in het zuidwesten (Ampatana). De beide bevolkingsgroepen waren als zodanig van elkaar gescheiden, hetgeen altijd zo is gebleven.
In de jaren 60 van de 20e eeuw verschenen grote industrieën aan de rand van de stad, waarop de stad de grootste industriestad van het land werd. Momenteel werkt ongeveer 65% van de bevolking in deze sector.
Tot 1 oktober 2009 lag Antsirabe in de provincie Antananarivo. Deze werd echter opgeheven en vervangen door de regio Vakinankaratra. Tijdens deze wijziging werden alle autonome provincies opgeheven en vervangen door de in totaal 22 regio's van Madagaskar.

## Economie en transport
In de stad bevinden zich bedrijven uit de zuivel- (Tiko), dranken- (Star Brasseries), textiel- (Cotona) en graanindustrie (Kobama). Ook worden er veel edelstenen en halfedelstenen geslepen. In de omgeving van de stad bevinden zich veel groentevelden, die het belangrijkste groenteleverantiegebied voor de hoofdstad Antananarivo vormen.
De stad ligt aan het einde van de goederenspoorlijn van Antananarivo naar Antsirabe. Deze spoorlijn werd later verder naar het zuidelijker gelegen Vinaninkarena doorgetrokken, maar dat traject wordt tot op heden niet gebruikt. De stad is verbonden met Antananarivo in het noorden en Fianarantsoa en Toliara in het zuiden via de Nationale weg nummer 7 (RN7).
In de stad rijden veel Pousse-pousses rond; riksja-achtige voertuigen die lopend worden voortgetrokken.

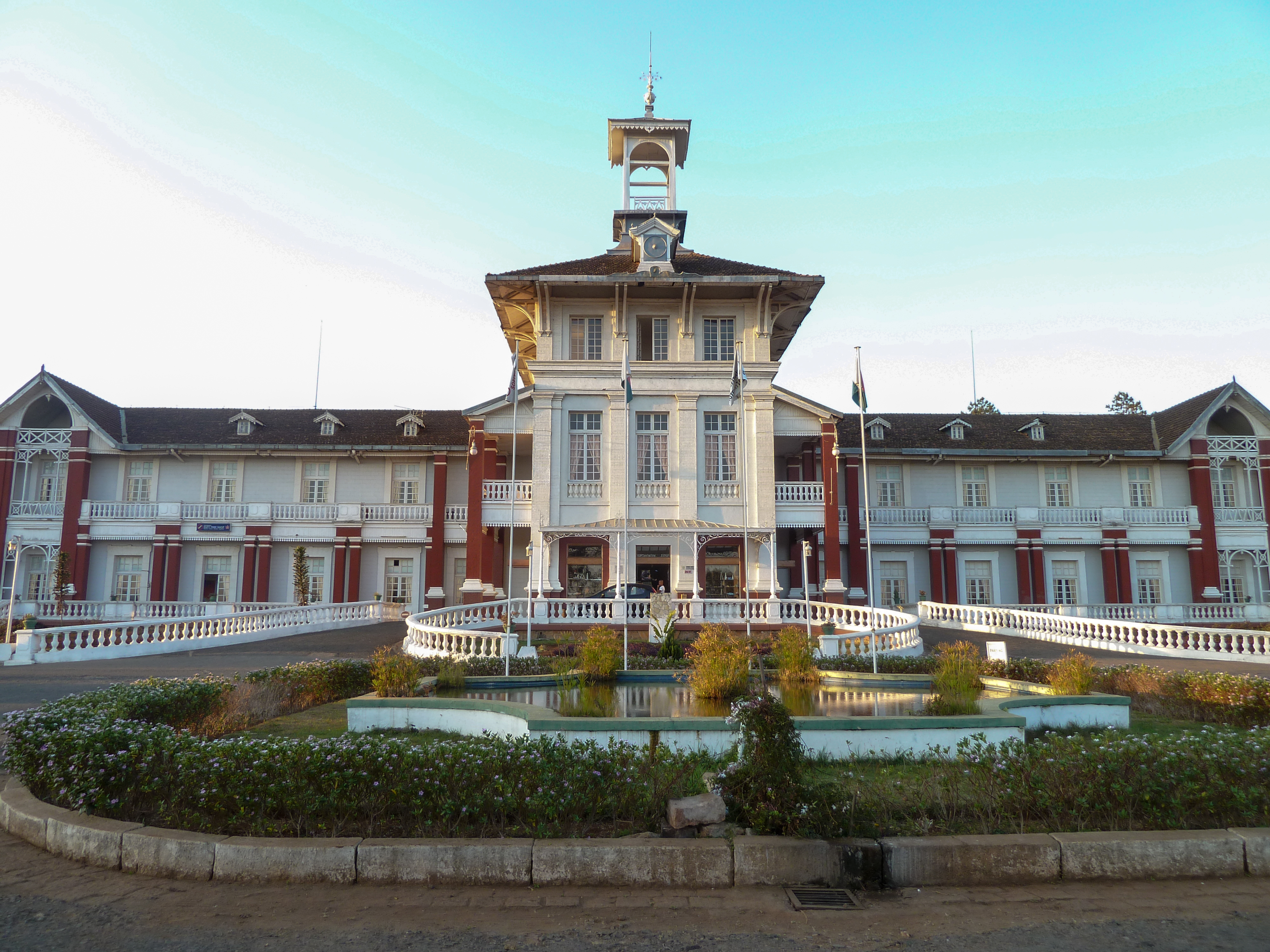
Het kuuroord Hôtel des Thermes waar in 1955 de Marokkaanse koning Hassan II door de Fransen naartoe werd verbannen
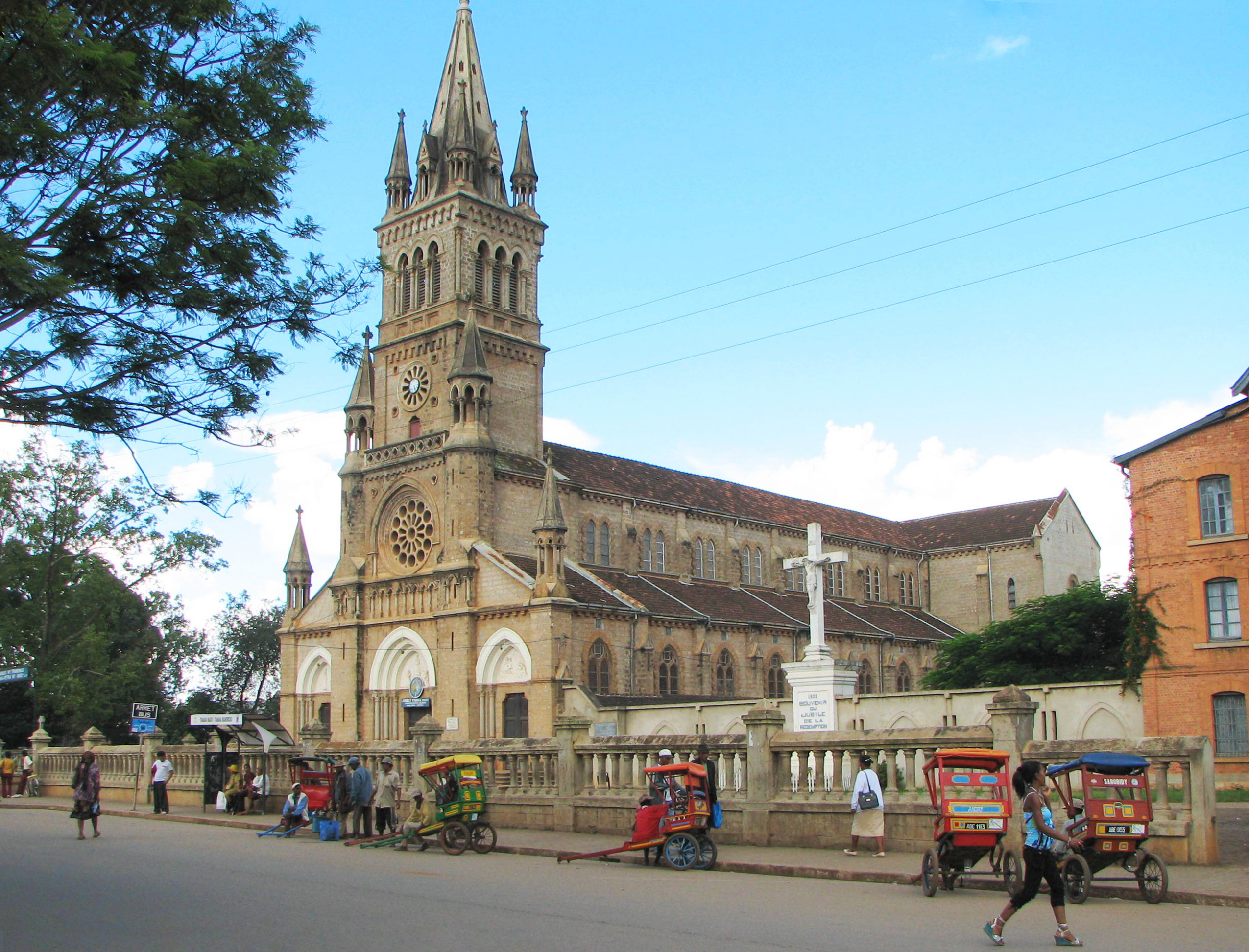
Katholieke kathedraal van Antsirabe
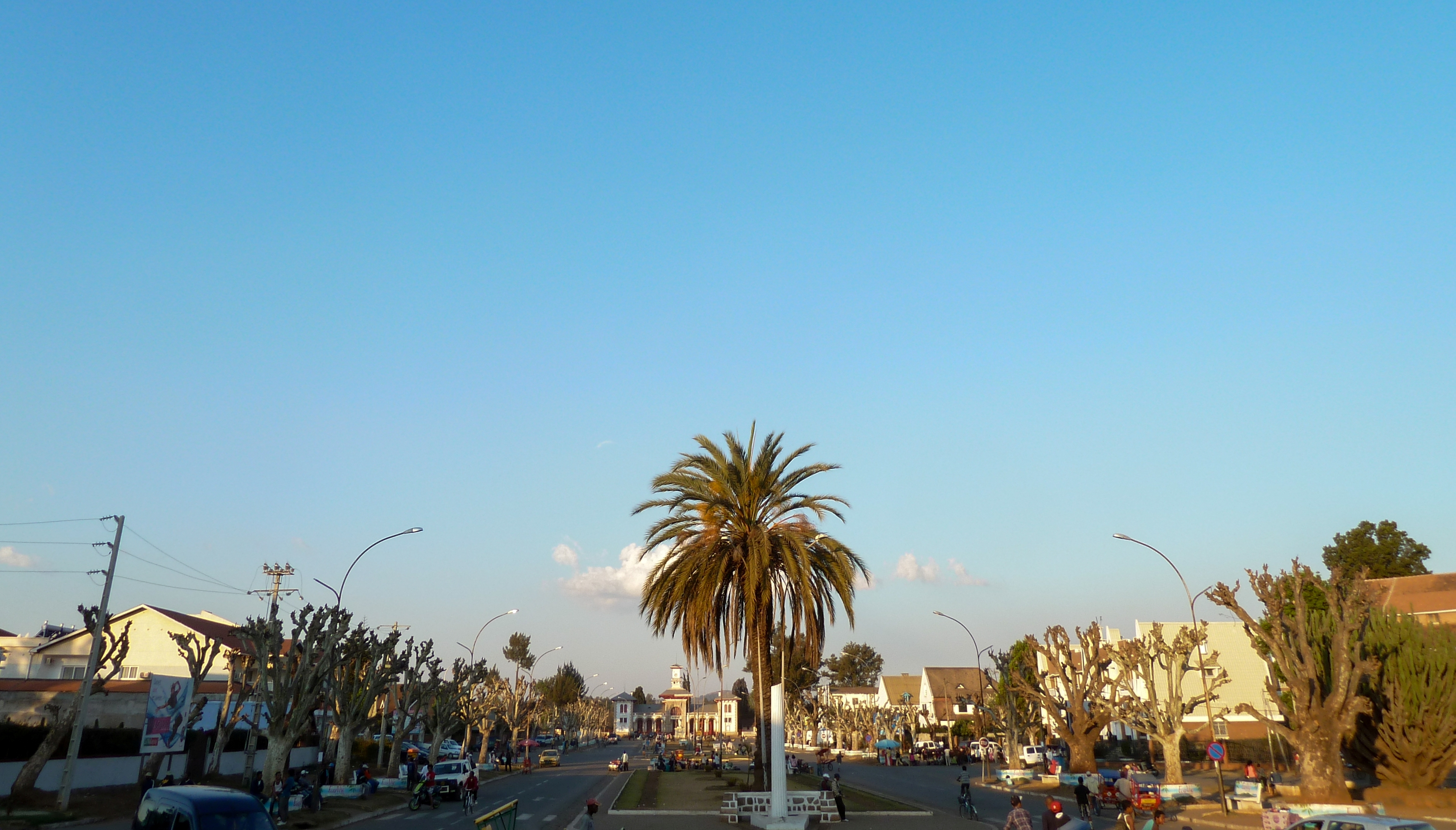
Grande Avenue met op de achtergrond het treinstation
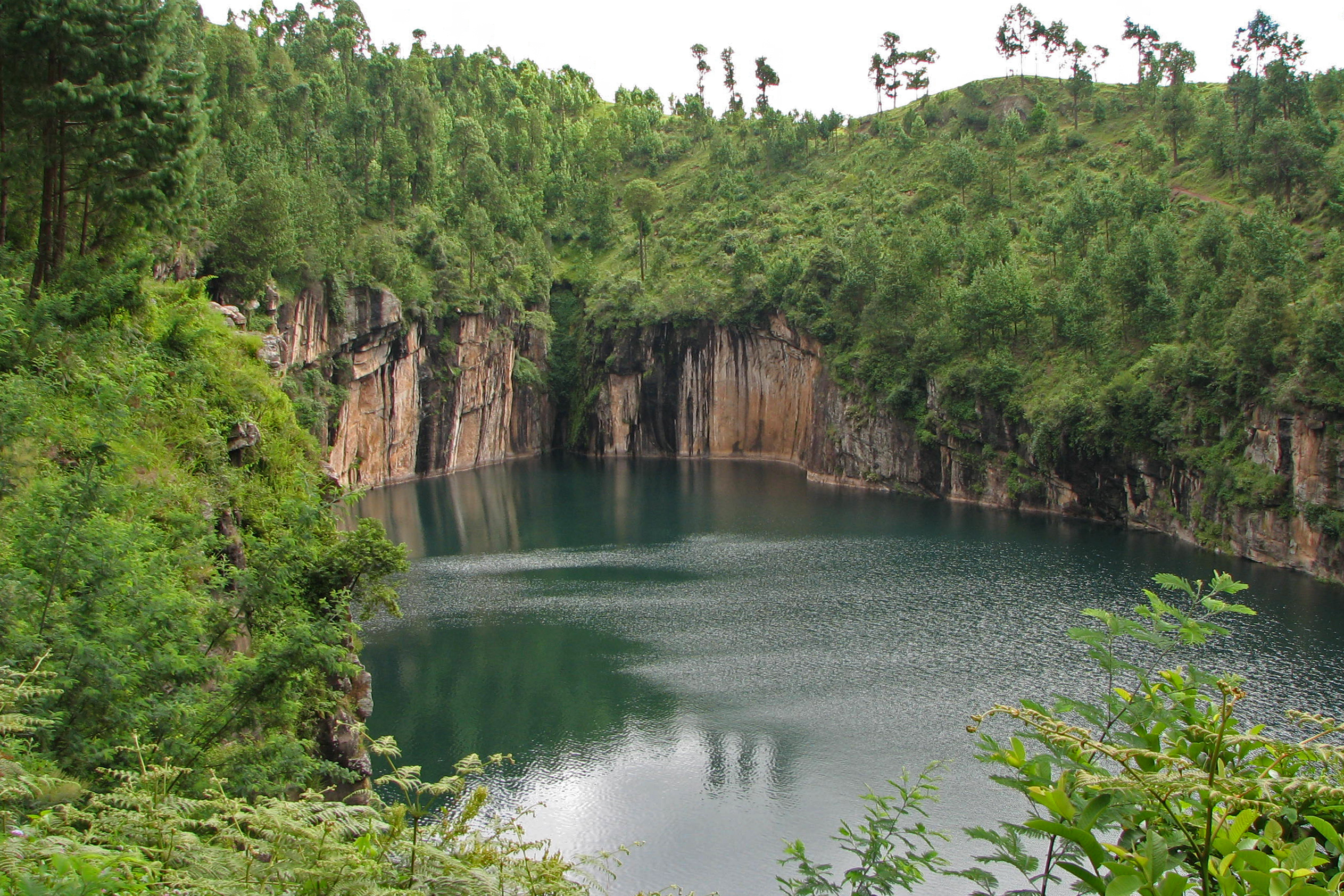
Het Tritrivameer nabij de stad

- Gemeinsame Normdatei: 4079800-8
- Library of Congress Control Number: n87110018
- Nationale Bibliotheek van Israël: 987007567372405171
- Virtual International Authority File: 315138274